# Snøkallen
Snøkallen är en kulle i Antarktis. Den ligger i Östantarktis. Norge gör anspråk på området. Toppen på Snøkallen är 1 079 meter över havet, eller 83 meter över den omgivande terrängen. Bredden vid basen är 8,4 km.
Terrängen runt Snøkallen är kuperad norrut, men söderut är den platt. Trakten är obefolkad. Det finns inga samhällen i närheten.